# 利納 (密西西比州)
利納（英語：Lena）是位於美國密西西比州利克縣的城鎮。密西西比州的人口中心位於此地。

## 人口
根據2020年美國人口普查的數據，利納的面積為4.30平方千米，皆為陸地。當地共有人口157人，而人口密度為每平方千米37人。